# Eurygonias hylacanthus
Eurygonias hylacanthus är en sjöstjärneart som beskrevs av John Keith Marshall Lang Farquhar 1913. Eurygonias hylacanthus ingår i släktet Eurygonias och familjen Odontasteridae.
Artens utbredningsområde är havet kring Nya Zeeland. Inga underarter finns listade i Catalogue of Life.